# Mauritius International 2009
Die Mauritius International 2009 im Badminton fanden als offene internationale Meisterschaften von Mauritius vom 25. bis 28. Juni 2009 in Beau Bassin-Rose Hill statt. Es waren Sportler aus 10 Ländern am Start.

## Austragungsort
- Stadium Badminton Rose Hill, National Badminton Centre, Duncan Taylor Street

## Sieger und Platzierte
| Disziplin    | Gold                        | Silber                          | Bronze                           |
| ------------ | --------------------------- | ------------------------------- | -------------------------------- |
| Herreneinzel | Jan Fröhlich                | Maxime Mora                     | Rodolfo Ramírez                  |
| Herreneinzel | Jan Fröhlich                | Maxime Mora                     | Nikhil Kanetkar                  |
| Dameneinzel  | Grace Daniel                | Juliette Ah-Wan                 | Susan Ideh                       |
| Dameneinzel  | Grace Daniel                | Juliette Ah-Wan                 | Karen Foo Kune                   |
| Herrendoppel | Dorian James Willem Viljoen | Ola Fagbemi Jinkan Ifraimu      | Rodolfo Ramírez Michal Matejka   |
| Herrendoppel | Dorian James Willem Viljoen | Ola Fagbemi Jinkan Ifraimu      | Aditya Elango Oscar Bansal       |
| Damendoppel  | Susan Ideh Juliette Ah-Wan  | Shama Aboobakar Amrita Sawaram  | Grace Daniel Mary Gideon         |
| Damendoppel  | Susan Ideh Juliette Ah-Wan  | Shama Aboobakar Amrita Sawaram  | Yeldi Louison Marlyse Marquer    |
| Mixed        | Ola Fagbemi Grace Daniel    | Georgie Cupidon Juliette Ah-Wan | Jan Fröhlich Amrita Sawaram      |
| Mixed        | Ola Fagbemi Grace Daniel    | Georgie Cupidon Juliette Ah-Wan | Stephan Beeharry Shama Aboobakar |

## Finalresultate
| Disziplin    | Sieger                      | Finalist                        | Ergebnis           |
| ------------ | --------------------------- | ------------------------------- | ------------------ |
| Herreneinzel | Jan Fröhlich                | Maxime Mora                     | kampflos           |
| Dameneinzel  | Grace Daniel                | Juliette Ah-Wan                 | 21-13, 21-17       |
| Herrendoppel | Dorian James Willem Viljoen | Ola Fagbemi Jinkan Ifraimu      | 19-21, 22-20, 21-8 |
| Damendoppel  | Susan Ideh Juliette Ah-Wan  | Shama Aboobakar Amrita Sawaram  | 21-18, 21-17       |
| Mixed        | Ola Fagbemi Grace Daniel    | Georgie Cupidon Juliette Ah-Wan | 21-17, 21-16       |